# Dampierre-les-Bois
Ne doit pas être confondu avec Dampierre-sur-le-Doubs.
Dampierre-les-Bois est une commune française située dans le département du Doubs, la région culturelle et historique de Franche-Comté et la région administrative Bourgogne-Franche-Comté.

## Géographie

### Toponymie
Domma Petro en 1040 ; Dompna Petra en 1275 ; Dampna Petra à la fin du XIVe siècle ; Dompierre in nemoribus au XVe siècle ; Dampierre-oultre-les-Bois en 1447 ; Dampierre-outre-les-Bois en 1663, 1688, 1725, 1762, 1770 ; Dampierre-les-Bois depuis la fin du XVIIIe siècle . En patois : Dampire.

### Climat
Pour des articles plus généraux, voir Climat de la Bourgogne-Franche-Comté et Climat du Doubs.
En 2010, le climat de la commune est de type climat de montagne, selon une étude du Centre national de la recherche scientifique s'appuyant sur une série de données couvrant la période 1971-2000. En 2020, Météo-France publie une typologie des climats de la France métropolitaine dans laquelle la commune est exposée à un climat semi-continental et est dans la région climatique  Vosges, caractérisée par une pluviométrie très élevée (1 500 à 2 000 mm/an) en toutes saisons et un hiver rude (moins de 1 °C). 
Pour la période 1971-2000, la température annuelle moyenne est de 9,6 °C, avec une amplitude thermique annuelle de 17,4 °C. Le cumul annuel moyen de précipitations est de 1 205 mm, avec 13,1 jours de précipitations en janvier et 10,6 jours en juillet. Pour la période 1991-2020, la température moyenne annuelle observée sur la station météorologique de Météo-France la plus proche, « Saint-Dizier-L'eveque_sapc », sur la commune de Saint-Dizier-l'Évêque à 6 km à vol d'oiseau, est de 10,1 °C et le cumul annuel moyen de précipitations est de 1 099,4 mm. 
La température maximale relevée sur cette station est de 37 °C, atteinte le 13 août 2003 ; la température minimale est de −17,4 °C, atteinte le 20 décembre 2009,,. 
Les paramètres climatiques de la commune ont été estimés pour le milieu du siècle (2041-2070) selon différents scénarios d'émission de gaz à effet de serre à partir des nouvelles projections climatiques de référence DRIAS-2020. Ils sont consultables sur un site dédié publié par Météo-France en novembre 2022.

## Urbanisme

### Typologie
Au 1er janvier 2024, Dampierre-les-Bois est catégorisée petite ville, selon la nouvelle grille communale de densité à 7 niveaux définie par l'Insee en 2022.
Elle appartient à l'unité urbaine de Beaucourt, une agglomération inter-départementale dont elle est une commune de la banlieue,. Par ailleurs la commune fait partie de l'aire d'attraction de Montbéliard, dont elle est une commune de la couronne,. Cette aire, qui regroupe 137 communes, est catégorisée dans les aires de 50 000 à moins de 200 000 habitants,.

### Occupation des sols
L'occupation des sols de la commune, telle qu'elle ressort de la base de données européenne d’occupation biophysique des sols Corine Land Cover (CLC), est marquée par l'importance des forêts et milieux semi-naturels (50 % en 2018), en diminution par rapport à 1990 (51,2 %). La répartition détaillée en 2018 est la suivante : 
forêts (50 %), zones urbanisées (26,1 %), zones agricoles hétérogènes (14,4 %), terres arables (9,5 %). L'évolution de l’occupation des sols de la commune et de ses infrastructures peut être observée sur les différentes représentations cartographiques du territoire : la carte de Cassini (XVIIIe siècle), la carte d'état-major (1820-1866) et les cartes ou photos aériennes de l'IGN pour la période actuelle (1950 à aujourd'hui).

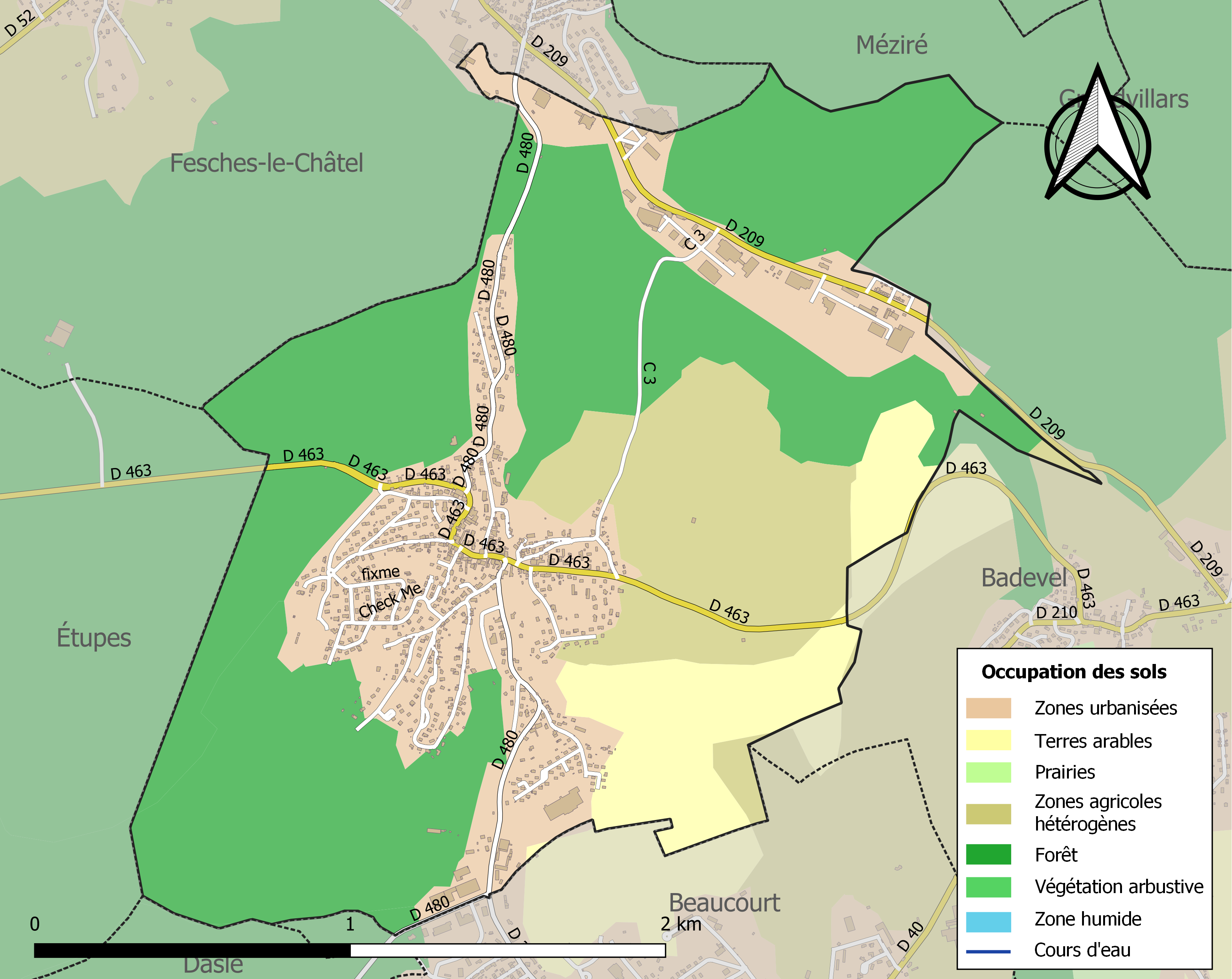
Carte des infrastructures et de l'occupation des sols de la commune en 2018 (CLC).

## Histoire
Dampierre-les-Bois appartenait au comté de Montbéliard qui fut rattaché à la France en 1793.
- Fesche-Moulin, village dépendant de la seigneurie de Bélieu (Mandeure) et situé entre Fêche-l'Église, Fesche-Badevel et Fesches-le-Châtel (probablement au lieu-dit "Parc d'activités du moulin"), est un fief de la principauté de Montbéliard racheté en 1424 par la comtesse Henriette d'Orbe sur Jean, comte de Thierstein pour 3 440 florins d'or. La maison de Cusance y possède quelques redevances féodales attestées par deux titres de 1294 et de 1335. Fesche-Moulin disparait vers 1412 lors des guerres entre Catherine de Bourgogne, fille de Jean Ier de Bourgogne, et les Bâlois. Ceux-ci envahirent le Sundgau et incendièrent plusieurs villages[16].
- Magny, qui signifie "habitation, famille", était un hameau proche des territoires de Dampierre-les-Bois et de Fesche-Moulin. La première mention date de 1335 où il est cité comme dépendant d'un fief tenu par le seigneur de Cusance sous la suzeraineté du comte de Montbéliard. Le hameau devait disparaitre avant 1460 lors du litige entre Dampierre-les-Bois et Fesches-le-Châtel[16].

## Politique et administration

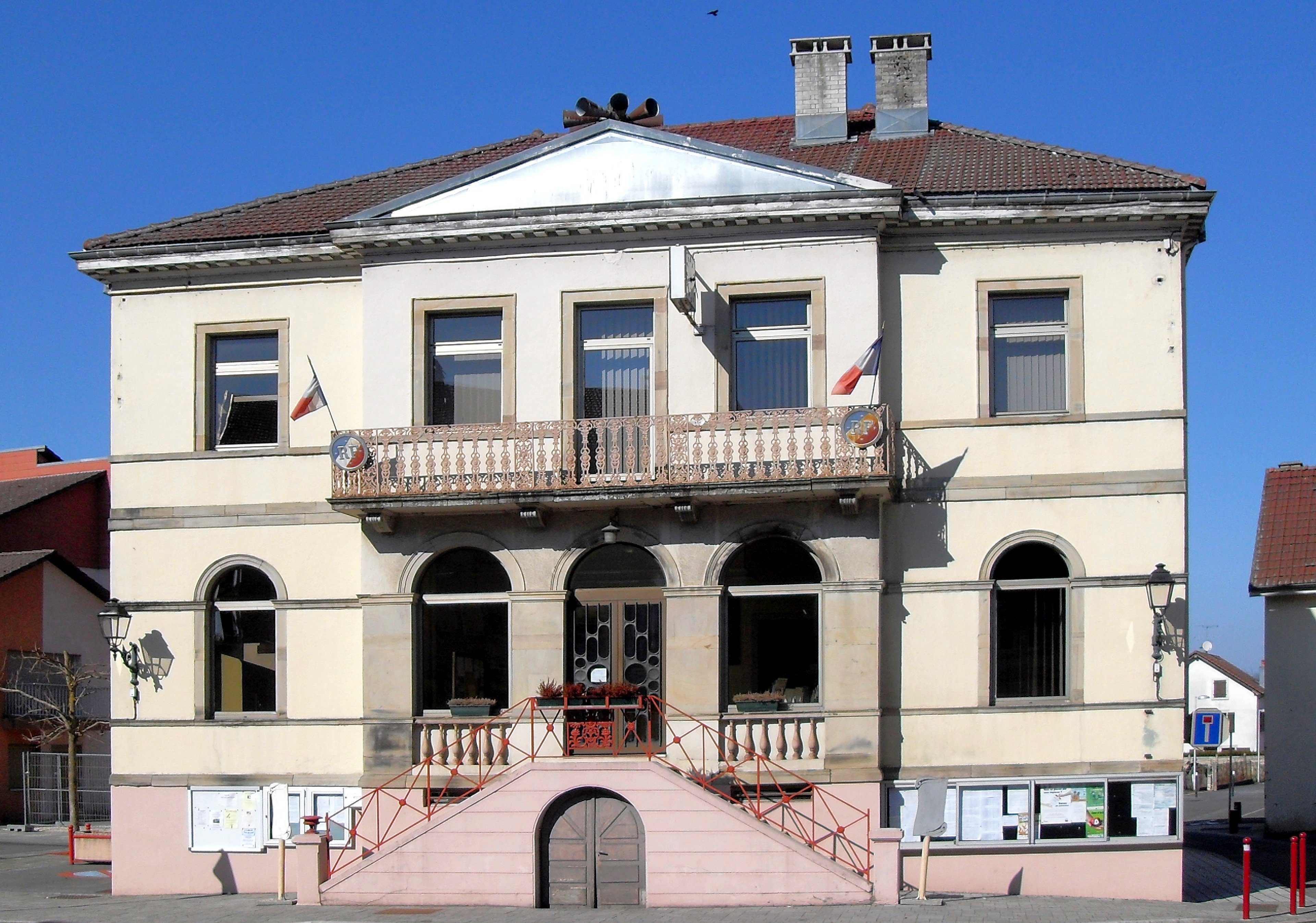
La mairie.

| Période    | Période                   | Identité                                   | Étiquette   | Qualité                                            |
| ---------- | ------------------------- | ------------------------------------------ | ----------- | -------------------------------------------------- |
| 20/05/1900 | 12/12/1919                | Fernand Japy                               |             |                                                    |
| 12/12/1919 | 19/05/1929                | Fritz Martin                               | SFIO        | Conseiller d'arrondissement du canton d'Audincourt |
| 19/05/1929 | 19/05/1935                | Frédéric Martin                            |             |                                                    |
| 19/05/1935 | 18/05/1945                | Gaston Abram                               |             |                                                    |
| 18/05/1945 | 30/10/1947                | Louis Bernard                              |             |                                                    |
| 30/10/1947 | 07/05/1953                | Frédéric Michon                            |             |                                                    |
| 07/05/1953 | 30/09/1983                | André Martin                               |             |                                                    |
| 30/09/1983 | 14/03/2008                | André Overnoy                              |             |                                                    |
| 14/03/2008 | En cours (au 25 mai 2020) | Marc Tirole Réélu pour le mandat 2020-2026 | PS puis DVG | Employé                                            |

## Population et société

### Démographie
L'évolution du nombre d'habitants est connue à travers les recensements de la population effectués dans la commune depuis 1793. Pour les communes de moins de 10 000 habitants, une enquête de recensement portant sur toute la population est réalisée tous les cinq ans, les populations de référence des années intermédiaires étant quant à elles estimées par interpolation ou extrapolation. Pour la commune, le premier recensement exhaustif entrant dans le cadre du nouveau dispositif a été réalisé en 2004.

En 2022, la commune comptait 1 565 habitants, en évolution de −5,38 % par rapport à 2016 (Doubs : +1,88 %, France hors Mayotte : +2,11 %).
| 1793 | 1800 | 1806 | 1821 | 1831 | 1836 | 1841 | 1846 | 1851 |
| ---- | ---- | ---- | ---- | ---- | ---- | ---- | ---- | ---- |
| 337  | 232  | 279  | 325  | 488  | 570  | 741  | 782  | 844  |

| 1856 | 1861  | 1866  | 1872  | 1876  | 1881  | 1886  | 1891  | 1896  |
| ---- | ----- | ----- | ----- | ----- | ----- | ----- | ----- | ----- |
| 885  | 1 024 | 1 024 | 1 104 | 1 223 | 1 364 | 1 393 | 1 406 | 1 579 |

| 1901  | 1906  | 1911  | 1921  | 1926  | 1931  | 1936  | 1946  | 1954  |
| ----- | ----- | ----- | ----- | ----- | ----- | ----- | ----- | ----- |
| 1 510 | 1 660 | 1 696 | 1 685 | 1 739 | 1 609 | 1 446 | 1 279 | 1 417 |

| 1962  | 1968  | 1975  | 1982  | 1990  | 1999  | 2004  | 2006  | 2009  |
| ----- | ----- | ----- | ----- | ----- | ----- | ----- | ----- | ----- |
| 1 422 | 1 559 | 1 581 | 1 570 | 1 510 | 1 545 | 1 525 | 1 520 | 1 613 |

| 2014  | 2019  | 2022  | - | - | - | - | - | - |
| ----- | ----- | ----- | - | - | - | - | - | - |
| 1 656 | 1 598 | 1 565 | - | - | - | - | - | - |

Les habitants sont appelés les Dampierrois et les Dampierroises et surnommés Les Gravollons (les Frelons).

### Santé
L'hôpital le plus proche est l'hôpital Nord Franche-Comté situé à Trévenans, dans le Territoire de Belfort (département voisin), entre Belfort et Montbéliard,.

## Culture locale et patrimoine

### Lieux et monuments
|  |  |

### Personnalités liées à la commune
- Daniel Viéné, artiste peintre y est né

### Héraldique
| Blason de Dampierre-les-Bois | Blason  | Coupé : au 1er parti au I d'or à trois demi-ramures de sables posées en fasce et rangées en pal, au II de gueules à deux bars d'or adossés en pal, au 2e d'azur à la forêt isolée et terrassée de sinople* accompagnée en pointe d'une roue à aubes d'argent brochant sur des ondes du même mouvant de la pointe. |
| Blason de Dampierre-les-Bois | Détails | * Ces armes emploient le terme « cousu » dans le seul but de contrevenir à la règle de contrariété des couleurs : elles sont fautives : sinople sur azur. Adopté par la municipalité. |